# يسبر ويسترمارك
يسبر ويسترمارك (بالسويدية: Jesper Westermark)‏ هو لاعب كرة قدم سويدي في مركز الهجوم، ولد في 25 يوليو 1993 في السويد. لعب مع نادي ليونغسكايل ونادي هكن.

## وصلات خارجية
- يسبر ويسترمارك على موقع اتحاد السويد (السويدية)
- يسبر ويسترمارك على موقع قاعدة بيانات كرة القدم.إي يو (الإنجليزية)
- يسبر ويسترمارك على موقع Soccerway.com (الإنجليزية)